# Oscar López Ruiz
Oscar López Ruiz (La Plata, 21 de marzo de 1938-Buenos Aires, 24 de diciembre de 2021) fue un guitarrista, productor y compositor argentino que desarrolló un lenguaje instrumental vinculando el tango con elementos de la guitarra de jazz.

## Carrera musical
Fue guitarrista del quinteto liderado por Astor Piazzolla, al que se incorporó en 1961. Ruiz escribió un libro sobre sus experiencias con Piazzolla; se titula Piazzolla, loco, loco, loco: 25 años de laburo y jodas conviviendo con un genio.
Años más tarde formó el quinteto Nuevo Tango. Ha trabajado como productor de música para películas y como compositor de comedias musicales. Viudo de la cantante Donna Caroll.

## Filmografía
Intérprete
- Tango argentino (1969) dir. Simón Feldman
- Piazzola en Buenos Aires (2005)

Música
- La noche viene movida (1980)
- Las muñecas que hacen ¡pum! (1979)
- La hora de María y el pájaro de oro (1975)
- Los caballeros de la cama redonda (1973)
- Las venganzas de Beto Sánchez (1973)
- Los herederos (1970)
- Tango argentino (Inédita) (1969)
- Che, OVNI (1968)
- Ufa con el sexo (Inédita) (1968)
- Cómo seducir a una mujer (1967)
- La chica del lunes (1967)
- El ABC del amor (1967) (episodio Noche terrible)
- Pajarito Gómez -una vida feliz- (1965)
- El encuentro (1964)
- Primero yo (1964)
- Máscaras en otoño (1964)

Dirección musical
- Los traidores de San Ángel (1967)

Temas musicales
- Ufa con el sexo (Inédita) (1968)

Arreglos musicales
- Los jóvenes viejos (1962)